# Teufelsberg
Il Teufelsberg (letteralmente: «monte del diavolo») è una collina artificiale di Berlino, creata con le macerie della seconda guerra mondiale. Esso è posto nella foresta del Grunewald, nel territorio dell'omonimo quartiere.

## Storia
Il Teufelsberg venne creato dal 1950 al 1972 con 26 milioni di metri cubi di macerie della seconda guerra mondiale, successivamente piantumate a verde.
Sulla cima le forze d'occupazione statunitensi costruirono una stazione radar impiegata per lo spionaggio della Repubblica Democratica Tedesca, che fu in uso fino al 1992. In seguito si decise di costruire un quartiere di ville con un albergo e impianti sportivi, ma dopo alcuni anni il progetto venne annullato.
Oggi le pendici del Teufelsberg sono ricoperte da una fitta vegetazione arborea; l'ex stazione radar, in stato di abbandono, venne posta nel 2018 sotto tutela monumentale (Denkmalschutz), in considerazione della sua importanza storica.